# 巨樹

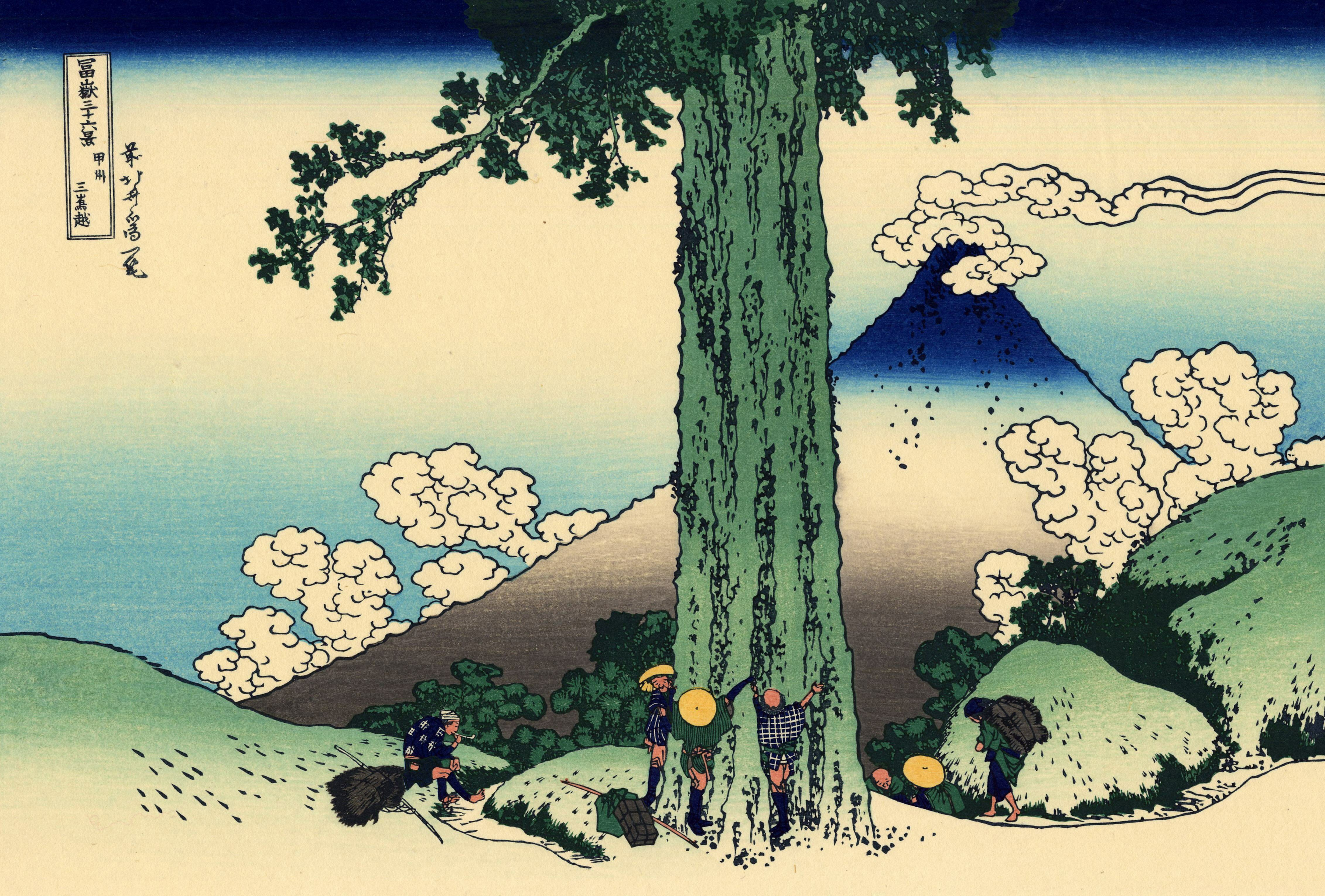
葛飾北斎『富嶽三十六景 甲州三嶌越』／名所浮世絵揃物『富嶽三十六景』の第29景。横大判錦絵。刊行は天保1-3年（1830-1832年）頃。腕を広げた成人男性が幾人も取り巻いてようやく囲めるほどの大きな幹周りを誇る名木が、富士山を食ってしまうほどの存在感で画面中央に屹立している。本図は籠坂峠からの富士見の眺望を描いたものであるが、この大木が実在したのか、そうであればどこにあったのか、そういったことについてはよく分かっていない。

巨樹（きょじゅ）とは、極めて大きい樹木のこと。巨木（きょぼく）、大木（たいぼく）、大樹（たいじゅ）などともいう。どちらかというと高さより太さに主眼が置かれる言葉である。

## 概説
木の測りかたには何通りかあり国際的に統一されているわけではない。
ヨーロッパでは胸高130cm（4フィート3インチ）を幹を図る位置としている。
日本の環境省の巨樹調査での調査木は地上から約130cmの位置での幹周が300cm以上の木を対象としている。なお、計測基準は決められてはいるが、個々の木によって形は様々であり、数値だけで樹木の大きさを測るのは困難である。例えばカツラの巨樹の多くが主幹を失い、ヒコバエ（根元から出る芽）の束といった様相で、ガジュマルでは発達した気根によって幹のみを計測できない。そういった事情で、環境省の調査結果や現地の解説版、愛好家のサイトとの間で測定値が異なることが多々見受けられる。1988年度（昭和63年度）から、1992年度（平成4年度）にかけて実施された、環境庁所管の緑の国勢調査とも呼ばれる自然環境保全基礎調査の第4回において、「巨樹・巨木林調査」の項目が増え、他の調査項目と共に全国調査が行われ、初めて全国の巨樹の実態が明らかにされた。この初回の調査では約5万6000本が報告され、2000年に行われたフォローアップ調査により追加報告が寄せられ、約6万8000本へとデータ数が増加した。データベースは東京都にある奥多摩町立日原森林館のサイトにおいて一般にも公開されており、地域や樹種等を絞った検索も可能である。なお、調査漏れの巨樹も多数あると推測され、一般に対しても調査漏れの巨樹について調査協力を求めており、個人が調査票やマニュアルなどに基づいて調査結果を報告することも可能である。愛好家らによって新たな巨樹が次々と報告されている。

## 主な巨樹
デフォルトでは幹周の降順に配列。写真の列のソートボタンで元の順序に戻る。
| 写真 | 名称                                                | 樹種                                            | 幹周 | 幹高   | 国/位置                                                    | 地図                                     | 備考 |
|      |                                                     |                                                 | (m)  | (m)    |                                                            |                                          | |
| ---- | --------------------------------------------------- | ----------------------------------------------- | ---- | ------ | ---------------------------------------------------------- | ---------------------------------------- | --- |
| 001  | トゥーレの木                                        | メキシコラクウショウ                            | 36.2 | 35.4   | メキシコ オアハカ州 サンタ・マリア・デ・トゥーレ           | 北緯17度2分47.4秒 西経96度38分10秒       | ギネスブックに「世界で最も太い木」として認定。ただし、南アフリカメッシーナの近郊にあるバオバブが最も太いという説もある。 |
| 002  | グラント将軍の木                                    | セコイアデンドロン                              | 32.8 | 81.5   | アメリカ合衆国 カリフォルニア州 キングスキャニオン国立公園 | 北緯36.7480度分秒 西経118.9711度分秒     | |
| 003  | シャーマン将軍の木                                  | セコイアデンドロン                              | 31.1 | 83.8   | アメリカ合衆国 カリフォルニア州 セコイア国立公園           | 北緯36度34分55秒 西経118度45分4秒        | |
| 004  | ワウォナ・ツリー                                    | セコイアデンドロン                              | 27   | 69     | アメリカ合衆国 カリフォルニア州                            | 北緯37度30分53.29秒 西経119度35分41.63秒 | 1969年倒壊。 |
| 005  | 蒲生の大楠 かもうのおおくす                         | クスノキ                                        | 24.2 | 30     | 日本 鹿児島県姶良市蒲生町上久徳 蒲生八幡神社境内           | 北緯31度45分56秒 東経130度34分10.6秒     | 日本国指定の特別天然記念物。 日本1位。                                                                                   |
| 006  | 阿豆佐和気神社の大クス あずさわけじんじゃのおおクス | クスノキ                                        | 23.9 | 20     | 日本 静岡県熱海市西山町 来宮神社境内                       | 北緯35度6分2.5秒 東経139度4分2.7秒       | 日本国指定の天然記念物。 日本2位。 来宮神社の大クスとも呼ばれる                                                          |
| 007  | 北金ヶ沢のイチョウ きたかねがさわのイチョウ         | イチョウ                                        | 22   |        | 日本 青森県西津軽郡深浦町塩見形                            | 北緯40度44分58.7秒 東経140度5分17.9秒    | 日本国指定の天然記念物。 日本3位。                                                                                       |
| 008  | 本庄の大クス ほんじょうのおおクス                   | クスノキ                                        | 21   |        | 日本 福岡県築上郡築上町字本庄 大楠神社境内                 | 北緯33度36分22秒 東経130度58分54秒       | 日本国指定の天然記念物。 日本4位。                                                                                       |
| 009  | 川古の大楠 かわごのおおクス                         | クスノキ                                        | 21   |        | 日本 佐賀県武雄市若木町大字川古                            | 北緯33度15分5.6秒 東経129度59分36.5秒    | 日本国指定の天然記念物。 日本5位。                                                                                       |
| 010  | 大安溪神木                                          | ベニヒ                                          | 20.8 | 55.0   | 台湾                                                       |                                          | 台湾1位。 |
| 011  | 権現山の大カツラ ごんげんやまのおおカツラ           | カツラ                                          | 20   |        | 日本 山形県最上郡最上町 権現山の山中                       | 目安                                     | 日本6位。 |
| 012  | 衣掛の森 きぬかけのもり                             | クスノキ                                        | 20   |        | 日本 福岡県糟屋郡宇美町宇美 宇美八幡宮境内                 | 北緯33度34分14秒 東経130度30分32秒       | 日本国指定の天然記念物。 日本7位。 境内には湯蓋の森と呼ばれる巨木もある                                                  |
| 013  | 武雄の大楠 たけおのおおクス                         | クスノキ                                        | 20   |        | 日本 佐賀県武雄市武雄町武雄 武雄神社の裏山                 | 北緯33度11分15.5秒 東経130度1分12秒      | 武雄市指定天然記念物。 日本8位。                                                                                         |
| 014  | 藤崎台のクスノキ群 ふじさきだいのクスノキぐん       | クスノキ                                        | 20   |        | 日本 熊本県熊本市宮内 熊本城公園 藤崎台県営野球場脇        | 北緯32度48分21.3秒 東経130度41分51.1秒   | 日本国指定の天然記念物。 日本9位。                                                                                       |
| 015  | 柞原八幡宮のクス ゆすはらはちまんぐうのクス         | クスノキ                                        | 18.5 |        | 日本 大分県大分市大字八幡 柞原八幡宮境内                   | 北緯33度14分12.7秒 東経131度33分3.8秒    | 日本国指定の天然記念物。 日本10位。                                                                                      |
| 016  | テ・マツア・ナヘレ                                  | ニュージランドカウリ Agathis australis          | 16.4 | 29.9   | ニュージーランド 北島 ワイポウア森林保護区                 | 南緯35度36分30.91秒 東経173度31分26.3秒  | |
| 017  | 和社神木                                            | クスノキ                                        | 16.2 | 43.6   | 台湾                                                       |                                          | 台湾9位（1～8位、10～20位までベニヒが占める）。太い幹が高く伸びる。                                                      |
| 018  | 縄文杉                                              | スギ                                            | 16.1 |        | 日本 鹿児島県屋久島町                                      | 北緯30度21分39秒 東経130度31分54秒       | |
| 019  | 加茂の大クス                                        | クスノキ                                        | 15.7 |        | 日本 徳島県東みよし町                                      | 北緯34度02分28秒 東経133度55分55秒       | |
| 020  | 湯蓋の森                                            | クスノキ                                        | 14.1 |        | 日本 福岡県宇美町                                          |                                          | |
| 021  | 石徹白の大杉                                        | スギ                                            | 14   |        | 日本 岐阜県郡上市                                          |                                          | |
| 022  | 杉桙別命神社の大クス                                | クスノキ                                        | 14   |        | 日本 静岡県河津町                                          |                                          | |
| 023  | タネ・マフタ                                        | ニュージランドカウリ Agathis australis          | 13.8 | 51.2   | ニュージーランド 北島 ワイポウア森林保護区                 |                                          | |
| 024  | 香林神木                                            | ベニヒ                                          | 12.3 | 45     | 台湾 嘉義県阿里山郷                                        |                                          | |
| 025  | 府馬の大クス                                        | タブノキ                                        | 12   |        | 日本 千葉県香取市                                          |                                          | |
| 026  | 野間の大ケヤキ                                      | ケヤキ                                          | 11.9 |        | 日本 大阪府能勢町                                          |                                          | |
| 027  | 山高神代桜                                          | エドヒガン                                      | 10.6 |        | 日本 山梨県北杜市                                          |                                          | |
| 028  | Buttonball Tree                                     | プラタナス                                      | 7.5  | 34.4   | アメリカ合衆国 マサチューセッツ州                          |                                          | |
| -    | ハイペリオン                                        | セコイア                                        |      | 115.61 | アメリカ合衆国 カリフォルニア州 レッドウッド国立公園       |                                          | 世界で最も高い木。環境を守るために詳しい位置は非公開。                                                                   |
| 030  | 日立の樹                                            | モンキーポッド                                  |      | 25     | アメリカ合衆国 ハワイ州                                    |                                          | |
| 031  | Boab Prison Tree                                    | オーストラリアバオバブ Adansonia gregorii       |      |        | オーストラリア 西オーストラリア州 ダービー                 |                                          | |
| 032  | Bowthorpe Oak                                       | オーク                                          |      |        | イギリス イングランド リンカーンシャー ボーン              |                                          | |
| 033  | 名称不明                                            | マダガスカルバオバブ Adansonia madagascariensis |      |        | マダガスカル マハジャンガ                                  |                                          | |
| 034  | 名称不明                                            | アコウ亜属 Urostigma                            |      |        | アメリカ合衆国 ハワイ州 ラハイナ                           |                                          | |

## 伝説上の巨樹

### シュメール神話
世界の中心とされた古代都市エリドゥには巨樹「キスカヌ (Kiskanu)」が立っていた。
各地の世界樹・生命樹伝承の祖ともされる。

### 中国神話
中国の伝説では月にも巨樹があると信じられており、「月の桂」は500丈（1500メートル）あり（コトバンク）、桂男が切り続けているとされた（桂男#概要も参照）。

### ヒンドゥー神話
菩提樹の巨樹「アシュヴァッタ (Aśvattha)」。

### 日本書紀
『日本書紀』景行18年7月4日条に、筑紫後国の三池（現福岡県三池）に倒れた巨樹があり、長さは970丈（2910メートル前後）にもなり、橋代わりにされていた。当時の人々は、「朝霜の 御木（みけ）のさお橋 まえつきみ い渡らすも 御木のさお橋」と歌った。老人がいうに、この椚（クヌギ）が倒れる前は、朝日の影で杵島山を隠し、夕日の影で阿蘇山を隠すほどだったと語り、天皇はこの倒木を神木とし、この国を「御木（みけ）の国」と呼ぶことにした（国名由来譚）。

### 播磨国風土記
『播磨国風土記』（逸文）には、仁徳天皇の治世（5世紀前半）に楠があり、朝日には淡路島を隠し、夕日には大倭（やまと）島根をその大樹による影で隠したと記述されている。その大樹を伐（き）り、舟を造ったが、その速き事、飛ぶが如く。一楫（かじ）に七波を去（ゆ）き越えた。よって、「速鳥（はやとり）」と号（なづ）けられた。ある日、一度だけ目的に間に合わなかった為、和歌で「何が速鳥か」とその名を揶揄されている。なお、この速鳥という船名は『続日本紀』天平宝字2年3月条にも、播磨の船として見ることができる。

### 今昔物語集
『今昔物語集』巻第三十一には、近江国栗太郡に柞（ハハソ）の巨樹があったとの伝説が記述されている。その幹回りは500尋（900メートル前後）にもなり、朝日の影は丹波国をさし、夕陽の影は伊勢国にさした。その木はあまりに大きく、栗太郡はおろか、志賀・甲賀の三郡の百姓は田畑を作ることさえできなかった。そのことを天皇に訴えたところ、願いが聞き入れられ、遣いにより、巨樹は切り倒され、田畑を耕すことができるようになり、豊穣を得ることができた。今（物語集成立の時代）でも、その郡にはその時の子孫がいるという。この伝説は後世でも類型派生しており、室町時代成立の『三国伝記』では、ハハソから栗の木へと変わり、郡名由来譚となっている（最後に切り倒される）。いずれも「大開発（開拓）の時代」に生じた伝説とされる。

## 関連書籍
- 蟹江節子・吉田繁 『地球遺産 最後の巨樹』講談社、160頁、ISBN 978-4062113182
- トマス パケナム 『地球のすばらしい樹木たち-巨樹・奇樹・神木』飯泉恵美子訳、早川書房、2003年、191頁、ISBN 978-4152084545 原著:ISBN 978-0297843009
- 高橋弘 『巨樹・巨木をたずねて』新日本出版社、2008年、125頁、ISBN 978-4406051750
- 高橋弘 『神様の木に会いに行く—神秘の巨樹・巨木・ご神木の聖地巡礼』出版社: 東京地図出版、2009年、125頁、ISBN 978-4808585594
- 渡辺典博 『巨樹・巨木—日本全国674本』山と溪谷社、1999年、451頁、ISBN 978-4635062510